# Cécile Neven
Cécile Neven, née le 6 janvier 1967 à Liège, est une femme politique belge, membre du Mouvement réformateur (MR).
Le 15 juillet 2024, elle entre au Gouvernement de Wallonie et devient ministre régionale de l'Énergie, du Plan Air-Climat, du Logement et des Aéroports.

## Biographie
Cécile Neven réalise des études d'ingénieure agronome et commence à travailler au sein du Service public de Wallonie en tant que « conseillère Environnement ». Elle est ensuite embauchée par la fédération belge de l'industrie chimique et des sciences de la vie Essenscia.
Elle poursuit sa carrière à l'Union wallonne des entreprises (UWE), qui l'embauche en 2005 comme « conseillère Énergie ». Elle monte ensuite dans la hiérarchie et entre au conseil de direction en 2019 à l'initiative d'Olivier de Wasseige, qui la décrit comme « une excellente manager d'un point de vue organisationnel et par rapport à la gestion des équipes ». En août 2023, elle prend la tête de l'UWE. À ce poste, elle fixe ses priorités : aider les entreprises à faire face aux difficultés de recrutement et diminuer le nombre de demandeurs d'emploi. Elle souhaite également abaisser les cotisations patronales et agir pour l'« assainissement [des] finances publiques » wallonnes.
Elle devient également administratrice de l'Institut Jules Destrée, un think tank de Wallonie.
Le 15 juillet 2024, elle est choisie pour occuper la fonction de ministre régionale de l'Énergie, du Plan Air-Climat, du Logement et des Aéroports dans le nouveau gouvernement Dolimont. Elle fait son entrée sous l'étiquette du Mouvement réformateur (MR) dans un gouvernement wallon formé d'une coalition MR - Les Engagés.